# ねむりひめP♂
ねむりひめP♂は、日本のボカロPである。主にX、YouTube、TikTokで活動しており、平成風の女の子をイメージした女装をする男の娘でもある。